# As-Sawwána

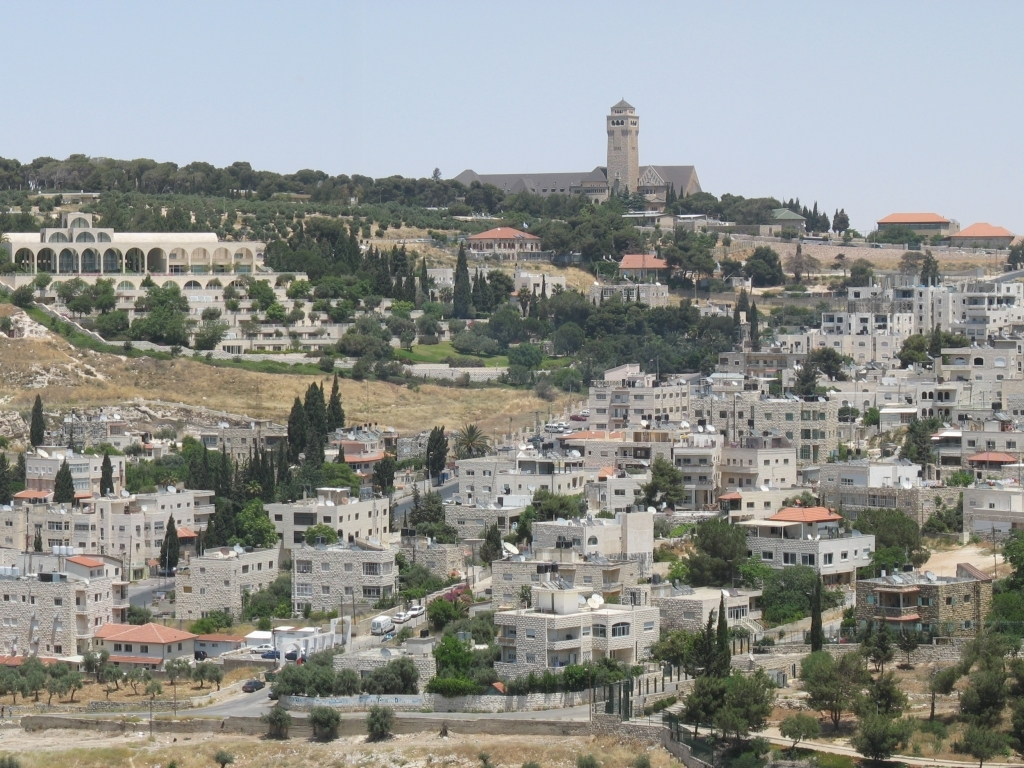
V pozadí areál Victoria Augusta a ješiva Bejt Orot, v popředí čtvrť as-Sawwána

As-Sawwána (arabsky الصوّانة‎, hebrejsky: א-סוואנה) je arabská čtvrť v centrální části Jeruzaléma v Izraeli, ležící ve Východním Jeruzalémě, tedy v části města, která byla okupována Izraelem v roce 1967 a začleněna do hranic města.

## Geografie
Leží v nadmořské výšce cca 750 metrů, necelý 1 kilometr východně od Starého Města. Na jihu s ní sousedí arabská čtvrť at-Túr, za jejíž severní součást bývá as-Sawwána někdy považována. Zaujímá západní svahy severojižního hřbetu, jenž z východu lemuje centrální oblast Jeruzaléma. V této lokalitě jsou dílčími vrcholy tohoto pásu Olivová hora a Skopus. Na západě leží čtvrť Báb az-Záhra a Vádí al-Džoz, na severu pak na vrcholu hory Skopus stojí kampus Hebrejské univerzity. Východně od městské části stojí na vrcholu hřbetu areál nemocnice a kostela Augusta Victoria. Severně od čtvrti prochází zčásti tunelem pod horou Skopus silnice spojující centrum města a východní předměstí (derech Har ha-cofim), která se pak napojuje na dálnici číslo 1. As-Sawwána leží nedaleko Zelené linie, která do roku 1967 rozdělovala Jeruzalém (i hora Skopus byla v letech 1949-1967 izraelskou enklávou). Severozápadní svahy hor Olivetské zaujímá Národní park Emek Curim.